# Palau de Geguti
El Palau de Geguti (en georgià: გეგუთის სასახლე) és un palau reial medieval, avui en ruïnes, al poble homònim, a 7 km al sud de la ciutat de Kutaisi, a Geòrgia.

## Característiques arquitectòniques
Les ruïnes del complex del palau de Geguti ocupen una àrea de més de 2.000 m2 al llarg del riu Rioni. Un extens treball de camp entre 1953 i 1956 va permetre als especialistes estratificar les principals capes arqueològiques i reconstruir la forma arquitectònica i la decoració dels edificis medievals, que daten del segle xii. Al Museu Nacional de Geòrgia se'n conserven fins a 60 artefactes de diversos temps descoberts durant les excavacions.
L'estructura més antiga és un edifici senzill d'una sola cambra amb una gran xemeneia: es remunta al segle VIII / IX. Una part principal del complex reial, encarregat pel rei Jordi III de Geòrgia (r. 1156-1184), és un edifici de maó de quatre nivells construït sobre un sòcol de pedra de tres metres d'alçada, amb el seu espaiós saló central cruciforme, coronat per una cúpula de 14 m de diàmetre. Tot l'edifici està emmurallat i fortificat amb pilars massissos. Les estructures addicionals situades a l'oest i una església del palau són d'un període posterior, que data del segle xiii / XIV.

## Història
La primera menció escrita de Geguti apareix al segle xii en les Cròniques georgianes. El palau va ser danyat a la primera meitat del segle xix quan es va enfrontar Salomó II d'Imerècia a l'Imperi rus; després de l'annexió del Regne d'Imerècia el palau va ser destruït, i els funcionaris de l'imperi van usar-ne les restes per construir edificis a Kutaisi. El primer investigador del conjunt Geguti, el suís Dubois de Montpéreux, el 1833 va establir un plànol de la part supervivent del palau i va definir la funció dels allotjaments separadament.
La importància de les ruïnes del palau de Geguti destaca per la seva naturalesa secular, ja que la majoria dels monuments supervivents de l'arquitectura medieval de Geòrgia són esglésies i monestirs. Els registres del patrocini secular medieval —bàsicament palaus amb cicles decoratius extensos— existeixen en les fonts escrites de Geòrgia, encara que únicament les parts dels castells i les ruïnes de Geguti sobreviuen per donar testimoni de l'extensió del treball produït.
El complex principal del palau reial de Geguti va ser construït durant el que es considera l'«edat d'or» de la Geòrgia medieval. Encara que la cort georgiana era força mòbil, l'establiment d'un palau reial d'aquesta escala a la vora de la segona capital del regne i d'un centre cultural important, pot entendre's com el desig d'una cort reial més establerta i una burocràcia reial que, de fet, va assolir el seu clímax sota la reina de Tamara de Geòrgia (r. 1184-1213).
El palau de Geguti apareix amb freqüència en les Cròniques georgianes com un lloc estimat de descans de la reialesa georgiana. Durant el regnat de Tamara, va ser el lloc on el seu exespòs, el príncep Iuri Andréievitx, va ser coronat pels nobles rebels durant un avortat cop d'estat contra la reina el 1191.

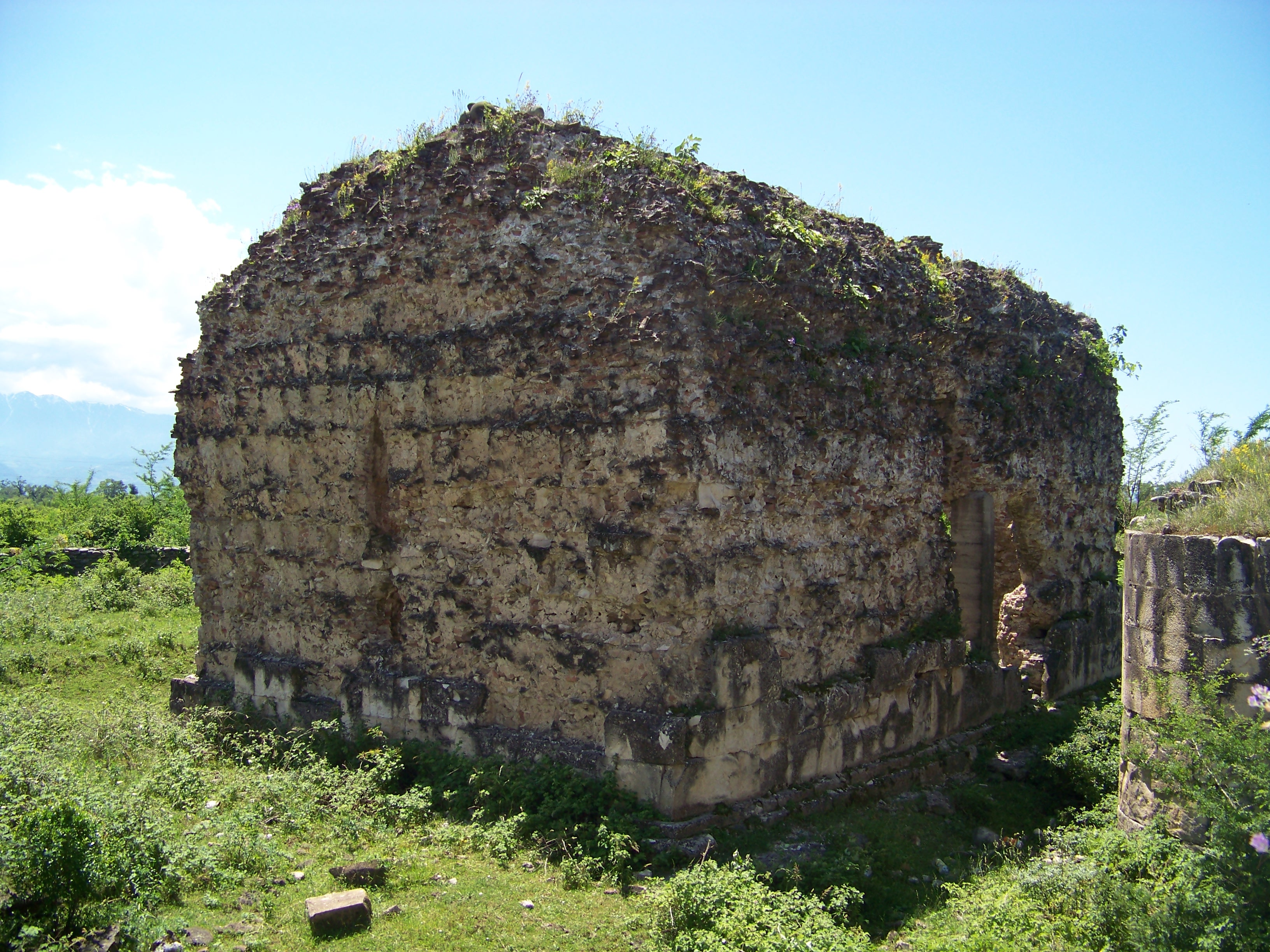
Restes de l'església
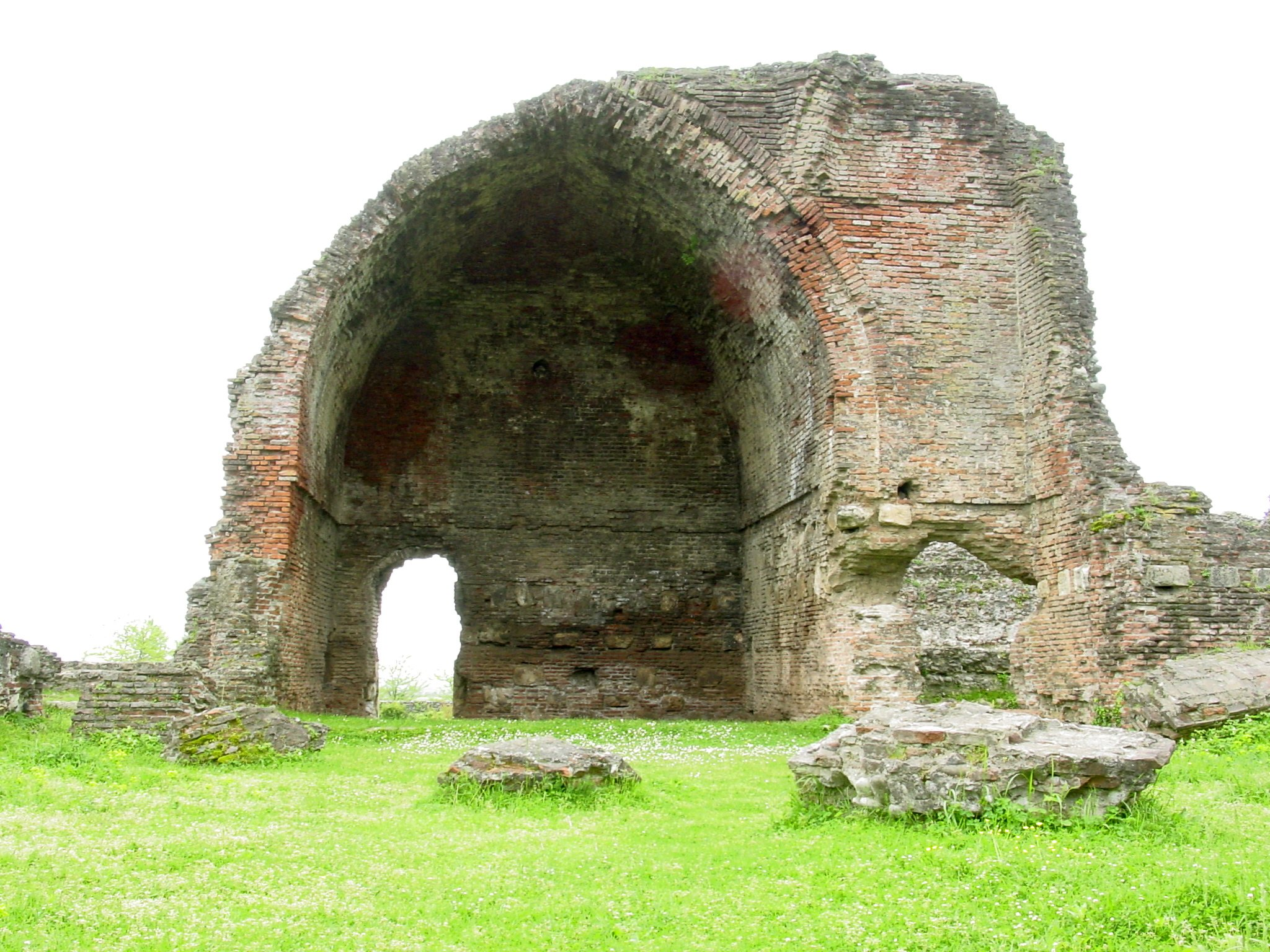
Restes de la cúpula
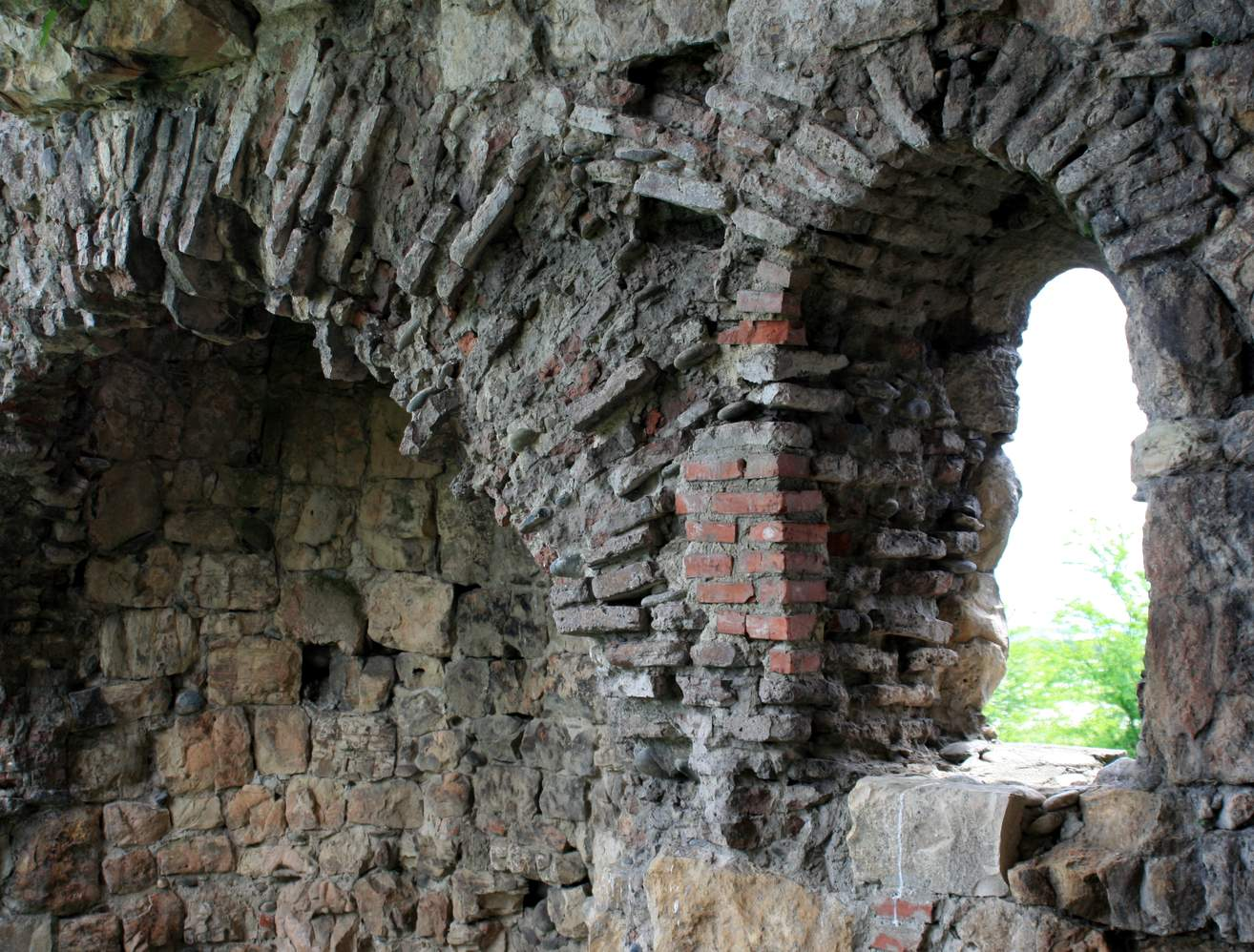
Ruïnes del palau
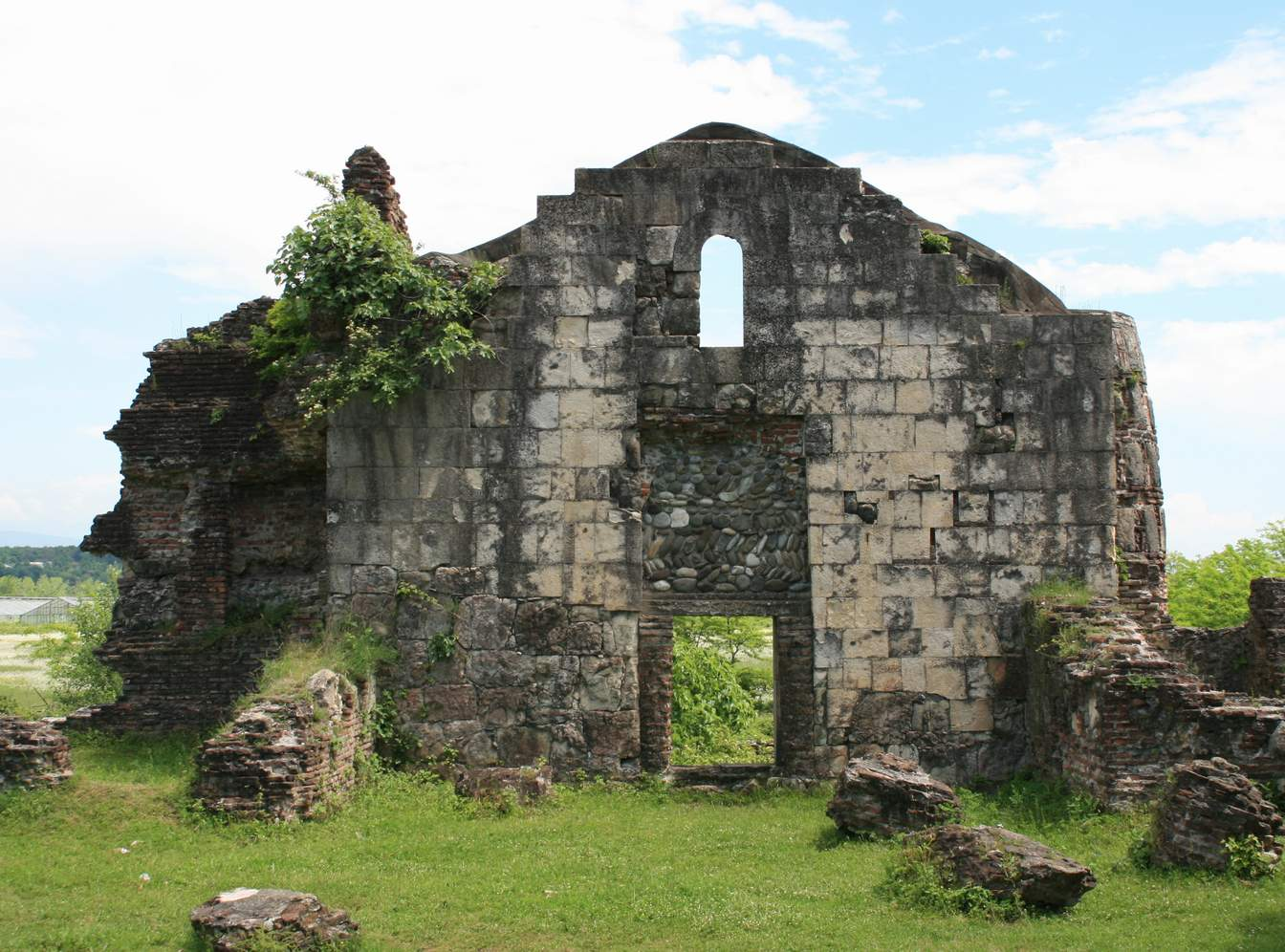
Ruïnes del palau

## Nova tecnologia

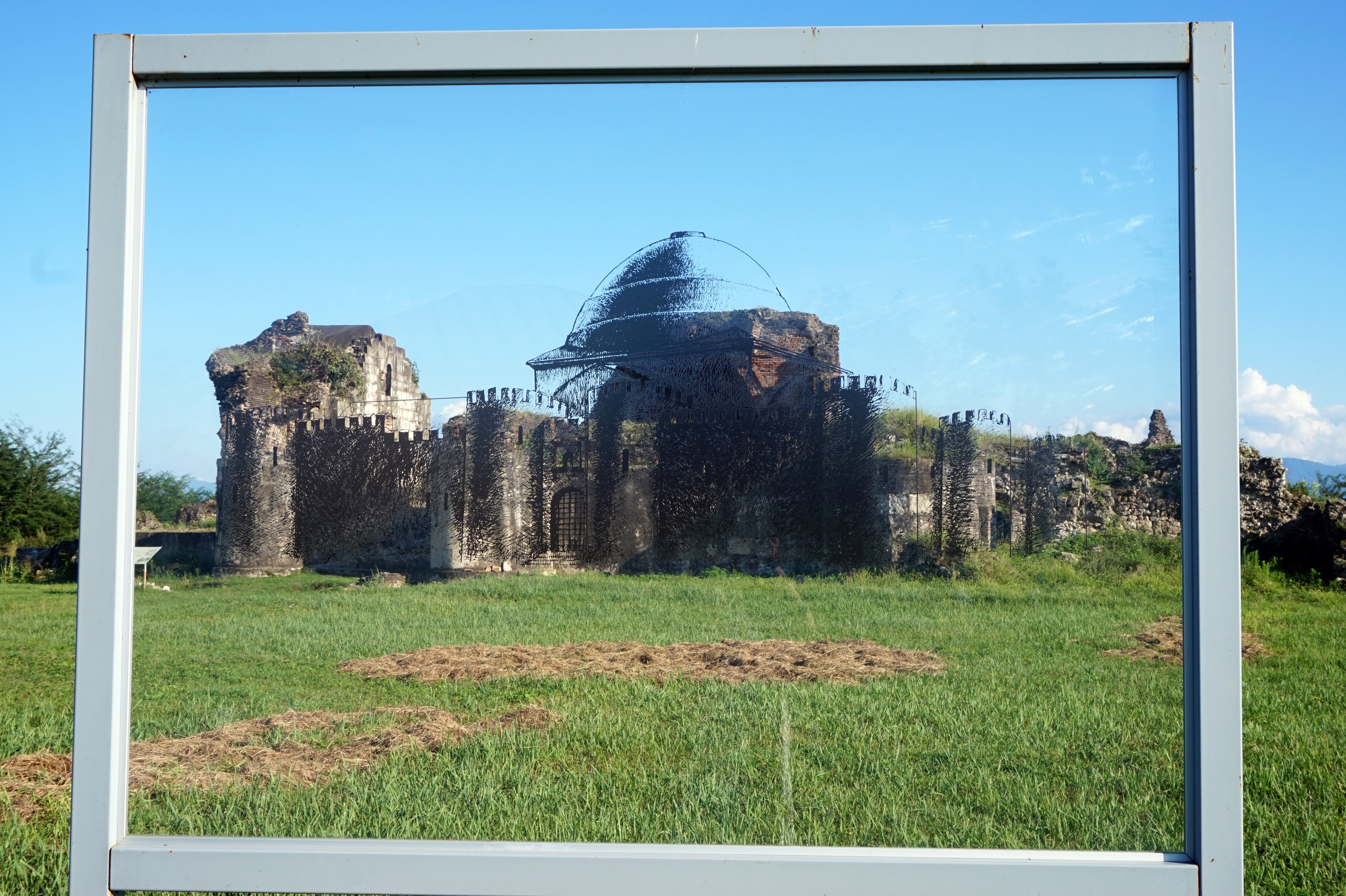
Plafons de vidre mostrant la forma originària del monument

Al 2016, es va erigir, per l'Agència Nacional per a la Conservació del Patrimoni Cultural de Geòrgia, una instal·lació de plafons de vidre envoltant les ruïnes, per mostrar als visitants la forma originària i completa del monument.